# Román férfi vízilabda-válogatott
A román férfi vízilabda-válogatott Románia nemzeti csapata, amelyet az Román Úszó-szövetség (románul: Federatia Romana de Natatie si Pentatlon Modern) irányít. 
Az román válogatott az 1950-es évek közepe óta szerepel a vízilabda világversenyeken, de a dobogóra eddig nem állhattak fel.

## Eredmények

### Olimpiai játékok
- 1900 — Nem vett részt
- 1904 — Nem vett részt
- 1908 — Nem vett részt
- 1912 — Nem vett részt
- 1920 — Nem vett részt
- 1924 — Nem vett részt
- 1928 — Nem vett részt
- 1932 — Nem vett részt
- 1936 — Nem vett részt
- 1948 — Nem vett részt
- 1952 — Első kör
- 1956 — 8. hely
- 1960 — 5. hely
- 1964 — 5. hely
- 1968 — Nem vett részt
- 1972 — 8. hely
- 1976 — 4. hely
- 1980 — 9. hely
- 1984 — Nem vett részt
- 1988 — Nem vett részt
- 1992 — Nem vett részt
- 1996 — 11. hely
- 2000 — Nem vett részt
- 2004 — Nem vett részt
- 2008 — Nem vett részt
- 2012 — 10. hely
- 2016 — Nem jutott ki
- 2020 — nem jutott ki
- 2024 — 12. hely

### Világbajnokság
- 1973: 7. hely
- 1975: 5. hely
- 1978: 6. hely
- 1982: Nem vett részt
- 1986: Nem vett részt
- 1991: 9. hely
- 1994: 13. hely
- 1998: Nem vett részt
- 2001: Nem vett részt
- 2003: 12. hely
- 2005: 6. hely
- 2007: 11. hely
- 2009: 7. hely
- 2011: 12. hely
- 2013: 13. hely
- 2015: Nem vett részt
- 2017: Nem vett részt
- 2019: Nem vett részt
- 2022: Nem vett részt
- 2023: Nem vett részt
- 2024: 10. hely
- 2025: 10. hely

### Világliga
| Év   | Helyezés      | Év   | Helyezés      | Év   | Helyezés      |
| ---- | ------------- | ---- | ------------- | ---- | ------------- |
| 2002 | Nem indult    | 2007 | 6. hely       | 2012 | Selejtező kör |
| 2003 | Nem indult    | 2008 | Selejtező kör | 2013 | Selejtező kör |
| 2004 | Nem indult    | 2009 | Selejtező kör | 2014 | Selejtező kör |
| 2005 | Selejtező kör | 2010 | selejtező kör |      |               |
| 2006 | Elődöntős     | 2011 | selejtező kör |      |               |

### Európa-bajnokság
- 1926: Nem indult
- 1927: Nem indult
- 1931: Nem indult
- 1934: Nem indult
- 1938: Nem indult
- 1947: Nem indult
- 1950: Nem indult
- 1954: 10. hely
- 1958: Nem indult
- 1962: 5. hely
- 1966: 6. hely
- 1970: 6. hely
- 1974: 6. hely
- 1977: 7. hely
- 1981: 7. hely
- 1983: 8. hely
- 1985: Nem indult
- 1987: 7. hely
- 1989: 5. hely
- 1991: 8. hely
- 1993: 4. hely
- 1995: 11. hely
- 1997: Nem indult
- 1999: 9. hely
- 2001: 11. hely
- 2003: 10. hely
- 2006: 4. hely
- 2008: 9. hely
- 2010: 7. hely
- 2012: 8. hely
- 2014: 8. hely
- 2016: 10. hely
- 2018: 11. hely
- 2020: 11. hely
- 2022: 10. hely